# Haut-du-Them-Château-Lambert
Haut-du-Them-Château-Lambert település Franciaországban, Haute-Saône megyében. Lakosainak száma 448 fő (2022. január 1.). Haut-du-Them-Château-Lambert Le Thillot, Ramonchamp, Saint-Maurice-sur-Moselle, Plancher-les-Mines, Fresse-sur-Moselle és Servance-Miellin községekkel határos.

## Népesség
A település népességének változása:
| Lakosok száma | 436  | 438  | 444  | 434  | 438  | 442  | 446  | 445  | 448  |
|               | 2013 | 2015 | 2016 | 2017 | 2018 | 2019 | 2020 | 2021 | 2022 |